# Becskereky István
Becskereky István (? - Udvard, 1742. április 24.) plébános.

## Élete
A bécsi Pázmáneumban tanult teológiát. 1716-ban pappá szentelték.
1716-1719 között Tallóson, 1718-1739 között Nagycétényben szolgált, ahol felújította a templomot és tornyot emelt. Az ő szolgálata alatt szentelték fel a nemespanni templomot. Egyes nemespanni hívekkel összetűzésbe került. 1739-től haláláig Udvardon szolgált. Az udvardi hívek szerették jámborsága miatt.
1732-ben Zichy Ferenc főesperes méltatta.